# ریک اکستین
ریک اکستین (انگلیسی: Rick Eckstein؛ زادهٔ ۴ مارس ۱۹۷۳) بازیکن بیس‌بال اهل ایالات متحده آمریکا است.